# Мале Рао
Мале Рао (англ. मालेराव होलकर; 1745 —5 квітня 1767) — 2-й магараджа Індауру в 1766—1767 роках. Відомий також як Холкар Багадур II.

## Життєпис
Походив з династії Холкарів. Онук магараджи Малхар Рао I, син Ханде Рао і Ахіл'я Баї. Народився 1745 року в Депалпурі. Його батько загинув 1754 року в битві при Кумбгері. Замолоду відзначився майстерністю володіння мечем та великою завзятістю у бою, за що отримав почесне ім'я Багадур. У 1761 року отримав від Малхар Рао I джаґір Султанпур.
1766 року після смерті діда успадкував владу. На початку 1767 року захворів на якусь психичну хворобу, відя кої помер у квітні того ж року. Владу перебрала його мати Ахіл'я Баї.